# Gynoplistia (Gynoplistia) subclavipes
Gynoplistia (Gynoplistia) subclavipes is een tweevleugelige uit de familie steltmuggen (Limoniidae). De soort komt voor in het Australaziatisch gebied.